# フェリペ6世 (スペイン王)
フェリペ6世（スペイン語: Felipe VI, 1968年1月30日 - ）は、スペインの国王（在位: 2014年6月19日 - ）。前国王フアン・カルロス1世と王妃ソフィアの長男。全名は、フェリペ・フアン・パブロ・アルフォンソ・デ・トードス・ロス・サントス・デ・ボルボン・イ・グレシア（Felipe Juan Pablo Alfonso de Todos los Santos de Borbón y Grecia）。
姉にエレナ王女とクリスティーナ王女がいる。

## 来歴

### 王位継承以前
フランコ政権時代後期のマドリードで生まれる。全名のうち「フェリペ・フアン・パブロ・アルフォンソ」はスペイン・ブルボン朝初代のフェリペ5世、父方の祖父バルセロナ伯フアン、母方の祖父ギリシャ王パウロス1世、父方の曽祖父アルフォンソ13世にちなんで付けられている。フェリペ誕生の翌年、1969年に父フアン・カルロスを王位継承者とする法律が成立し、1975年にフランシスコ・フランコが死去するとフアン・カルロスが国王に即位した。1977年1月、9歳の誕生日を前に、フェリペは王位継承者としてアストゥリアス公に叙された。

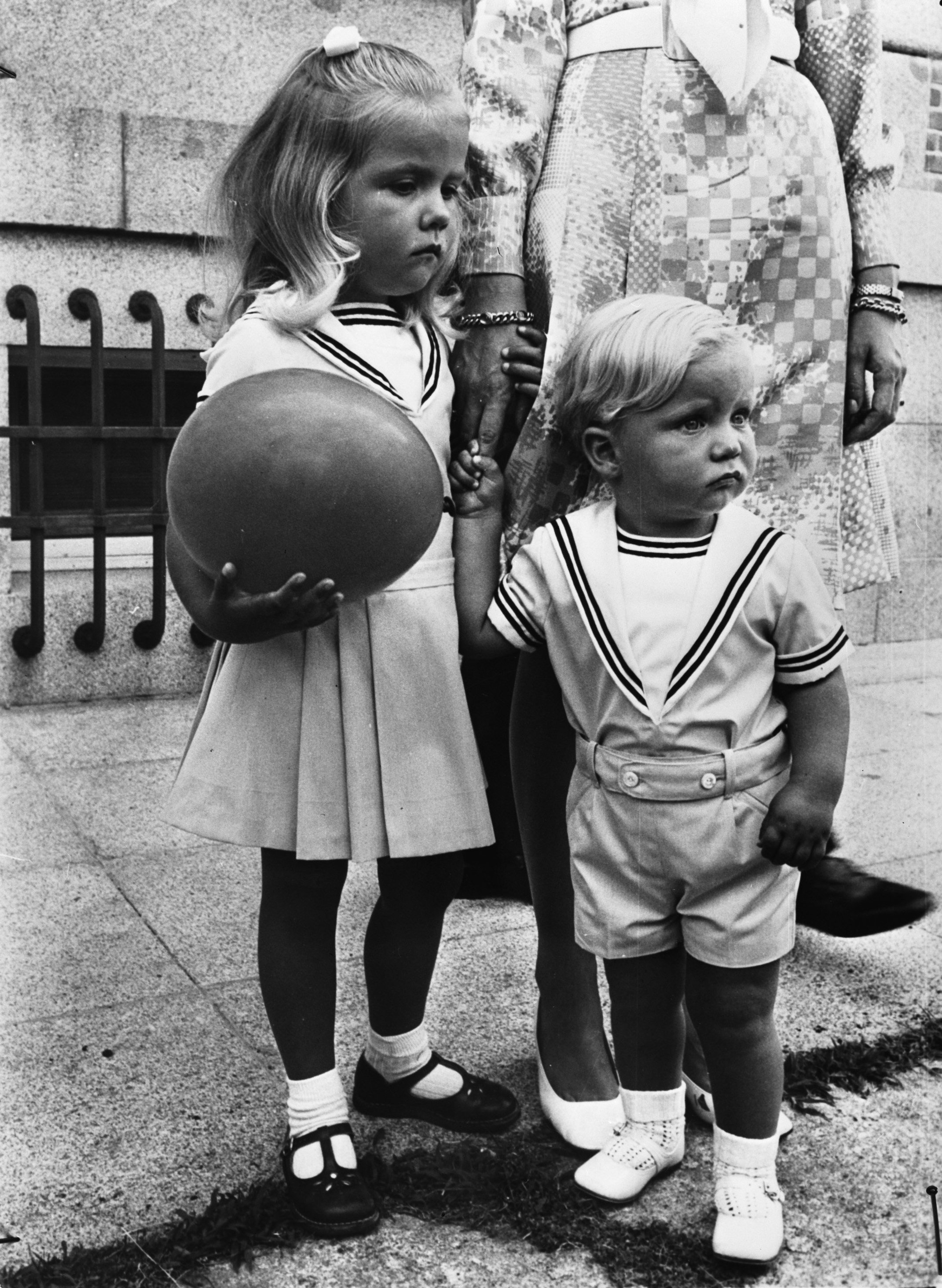
姉のクリスティーナと1歳のフェリペ（1969年8月）
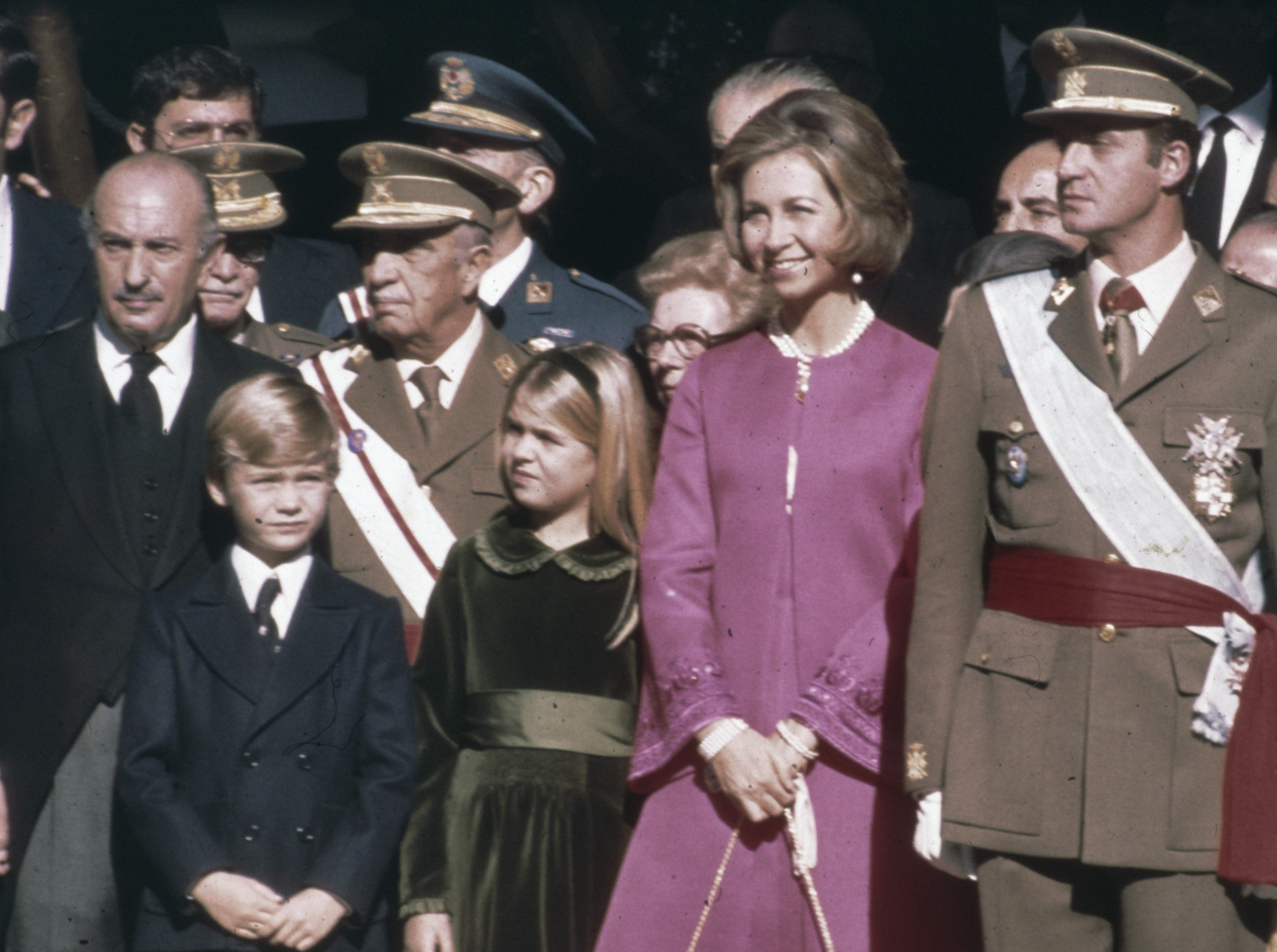
1975年に父がスペイン国王に即位した式典でのフェリペ（前列・左）

カナダのオンタリオ州にあるレイクフィールド・カレッジ・スクール（Lakefield College School）を卒業後、マドリード自治大学で法律を学んだ。のちジョージタウン大学に留学している（ジョージタウン大学では、ギリシャ王国最後の王太子で母方の従兄であるパウロスとルームメイトだった）。
フアン・カルロス1世同様スポーツマンとして知られ、1992年、バルセロナオリンピックの時にはヨットの選手として出場したほか、開会式で旗手を務めた。2メートル近い長身でも知られる。
2004年5月22日、国営TVキャスターのレティシア・オルティスと結婚。2005年10月31日に長女レオノール（現アストゥリアス女公）が、2007年4月29日に次女ソフィアが誕生した。
2005年6月2日、レティシアと共に結婚後初めて日本を訪問、皇居での晩餐会に出席した。6月5日、「愛・地球博」を訪れた。
2006年6月14日、FIFAワールドカップ ドイツ大会で、スペイン代表の本大会初戦であるウクライナ戦を夫婦で観戦した。またスペイン代表が初優勝した2010 FIFAワールドカップ・決勝も観戦している。
2008年にはウィンブルドン選手権の男子シングルスを夫婦で観戦した。自国のラファエル・ナダルが優勝を決めたときは、ボックス席から降り、ナダルの手を握り祝福した。

### 即位
国民からは人気があり、2013年3月にスペイン紙が行った世論調査では、父フアン・カルロス1世について過半数が「支持しない」と回答したのに対し、フェリペは「支持する」が61%、「支持しない」が33%と高い支持率を示した。そのため、父フアン・カルロス1世に代わり（継承順位1位の）フェリペが即位することがこの時期から検討されてきた。
2014年6月2日、フアン・カルロス1世の退位の決定がマリアーノ・ラホイ首相によって発表され、6月18日にはスペイン上院・下院ともに国王の退位に関する法律を可決した。フアン・カルロス国王がこれに署名したため、19日未明に同法の発効とともにフアン・カルロスは退位し、フェリペが即位した。フェリペは同日議会下院議事堂で挙行された即位宣誓式に臨んだ。なお、戴冠はせず、即位式に際して国王の前にある机に、スペイン王権の象徴（レガリア）である王冠と錫杖が置かれた。即位に際して当時の日本の天皇であった明仁からも祝電が送られた。

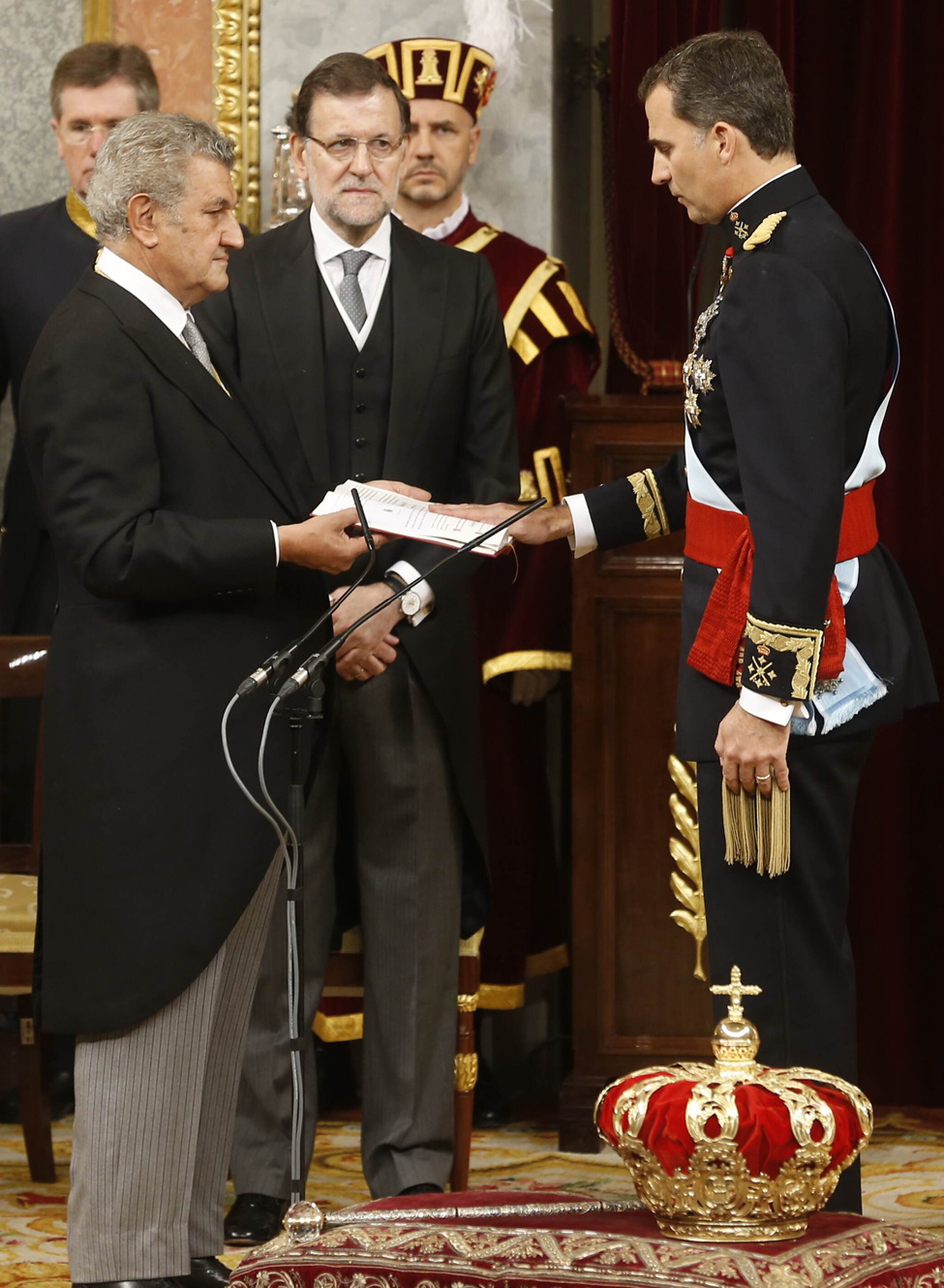
国会下院で行われた即位式に臨み、即位宣誓をするフェリペ6世
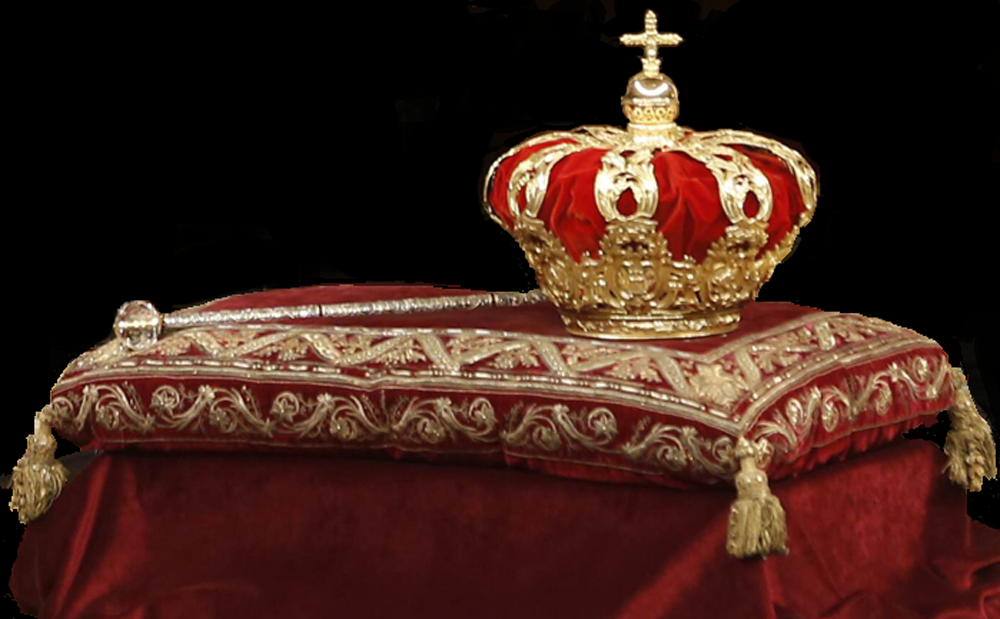
スペイン王室のレガリア

なお、スペイン国民は、王室の存続を問う国民投票が実施されたら、49%がフェリペ王太子の即位を支持、36%が共和制への移行に投票すると回答している。
夫妻はお忍びでコンサートや大衆レストランを訪れて一般席でコンサートや食事を楽しむなど謙虚な振る舞いで知られ、前国王の様々な不祥事（「フアン・カルロス1世 (スペイン王)#譲位」参照）で2014年に5割を切った世論調査での王室支持率は6割程度へ回復している。
一方、2024年にバレンシア州の豪雨災害の被災地を慰問に訪れた際には、政府の対応に不満を持つ住民から泥を投げつけられるなどの仕打ちを受けている。

### 日本訪問
2017年（平成29年）4月4日から7日、国王即位後に初めて国賓として、レティシア王妃と共に訪日した。陸上自衛隊特別儀仗隊による儀仗実務を受け、儀仗後は夫妻で、皇居宮殿竹の間にて明仁天皇、美智子皇后との会見をした際、 来日直前の3月27日に栃木県那須郡那須町で雪崩が発生し、県立大田原高等学校の生徒ら8名死亡・けが人多数の事故が発生したことに関し、スペイン国王フェリペ6世は天皇に「お見舞いの言葉」を送り、天皇は感謝の意を示した。
4月5日は皇居で宮中晩餐会、席上、天皇は「フェリペ6世がアストゥリアス公だったとき、2011年の「アストゥリアス皇太子賞（平和部門）」を「フクシマ50」に授賞したこと」に言及し、「我が日本国民は励まされた」と感謝の意を表した。6日は迎賓館での総理夫妻主催晩餐会に出席した。7日は、天皇皇后と共に東海道新幹線の臨時特別列車で静岡市を訪問。静岡県地震防災センターなどを見学した後、1611年にフェリペ3世が徳川家康に寄贈した洋時計などを鑑賞。静岡空港から帰国の途に就いた。
2019年（令和元年）10月22日、新天皇の即位礼正殿の儀に参列した。前日の21日には迎賓館赤坂離宮で、当時首相だった安倍晋三と会談した。

## 系譜
| フェリペ6世 | 父: フアン・カルロス1世 (スペイン王) | 祖父: フアン (バルセロナ伯)        | 曾祖父: アルフォンソ13世 (スペイン王)                   |
| フェリペ6世 | 父: フアン・カルロス1世 (スペイン王) | 祖父: フアン (バルセロナ伯)        | 曾祖母: ヴィクトリア・ユージェニー                      |
| フェリペ6世 | 父: フアン・カルロス1世 (スペイン王) | 祖母: マリア・デ・ラス・メルセデス | 曾祖父: カルロ・タンクレーディ                          |
| フェリペ6世 | 父: フアン・カルロス1世 (スペイン王) | 祖母: マリア・デ・ラス・メルセデス | 曾祖母: ルイーズ                                        |
| フェリペ6世 | 母: ソフィア                         | 祖父: パウロス1世 (ギリシャ王)     | 曾祖父: コンスタンティノス1世 (ギリシャ王)              |
| フェリペ6世 | 母: ソフィア                         | 祖父: パウロス1世 (ギリシャ王)     | 曾祖母: ソフィア [1]                                    |
| フェリペ6世 | 母: ソフィア                         | 祖母: フリデリキ                   | 曾祖父: エルンスト・アウグスト (ブラウンシュヴァイク公) |
| フェリペ6世 | 母: ソフィア                         | 祖母: フリデリキ                   | 曾祖母: ヴィクトリア・ルイーゼ [2]                      |

[1]の父はドイツ皇帝フリードリヒ3世、[2]の父は[1]の兄のドイツ皇帝ヴィルヘルム2世であり、[1]と[2]は叔母と姪の関係にある。

## その他
- 1982年から1992年まで発行されていた1万ペセタ紙幣の裏面に肖像が使用されていた。表面は父王のフアン・カルロス1世。
- 父のフアン・カルロス1世はレアル・マドリードのファンとして知られているが、フェリペと長女のレオノールはアトレティコ・マドリードのファンであり、名誉会長を務めている（次女のソフィアはレアル・マドリードのファン）。